# Aston (High Peak)
Aston – wieś w Anglii, w hrabstwie Derbyshire, w dystrykcie High Peak. Leży 51 km na północ od miasta Derby i 232 km na północny zachód od Londynu. Miejscowość liczy 100 mieszkańców.